# TELE+ Classic Billiard
TELE+ Classic Billiard - Il primo gioco di biliardo all'italiana è un videogioco per PC sviluppato e pubblicato nel 2000 da Microïds (in collaborazione con Canal Plus e vari enti sportivi come Kozoom) che simula partite di biliardo all'italiana, mettendo a disposizione quattro specialità: carambola libera, a una sponda, a tre sponde e 5 birilli. La versione italiana ha la sponsorizzazione di TELE+, mentre in originale è noto come Canal+ Classic Billard.

## Modalità di gioco
Il gioco è accompagnato da diversi sottofondi e da una voce di commento atta a consigliare un tiro corretto, ed è dotato di diverse modalità di gioco:
- Allenamento, a seconda della categoria di complessità dei tiri (classici o artistici), ci possiamo allenare liberamente nei colpi fino ad eguagliarli il più possibile al video di simulazione corrispondente al colpo, sono resi indispensabili la forza, la quantità di bilia colpita, l'effetto e il colpo dovuto alla bilia battente;
- Arcade, modalità di gioco che consiste nel completare una tabella giocando per massimo tre tentativi ogni tiro a cominciare da quelli semplici, fino a quelli più complessi. Ogni tiro è atto a totalizzare del punteggio per risultare accettabile nella tabella, la tabella può essere anche cancellata;
- Match, modalità di disputazione standard di partite di biliardo contro un altro giocatore o contro il computer, è possibile personalizzare il livello di bravura dell'avversario (debuttante, avanzato, medio, forte, campione) e osservare una dimostrazione "computer contro computer";
- Torneo, questa modalità consente di sfidare il computer da una graduatoria più bassa a salire, per ogni partita vinta viene sbloccato un nuovo elemento come un tavolo da biliardo (ce ne sono vari tipi a seconda del marchio e delle dimensioni), un set di bilie (classiche o bizzarre), una stecca o uno dei sei sfondi, che ambientano il gioco in luoghi diversi. È inoltre possibile scegliere il colore del panno tra cui verde, blu o oro (questi sono già disponibili);
- Gioco in rete, è possibile giocare in rete stabilendo un tipo di connessione richiesto dal gioco;
- Lezioni, questa modalità è adibita all'insegnamento del gioco, che mostra simulazioni delle tecniche più complesse del gioco del biliardo ed è accompagnato da vari video girati dal vivo durante tornei, i tiri sono elencati a seconda della graduatoria di bravura e sono esplicati da una descrizione vocale.